# Kliczew
Kliczew (biał. Клічаў, Kliczau; ros. Кличев, Kliczew) – miasto na Białorusi, w obwodzie mohylewskim, centrum administracyjne rejonu kliczewskiego, 91 km od Mohylewa. 7,5 tys. mieszkańców (2010).

## Historia
Miasto królewskie położone było w końcu XVIII wieku  w powiecie orszańskim województwa witebskiego.
Podczas okupacji hitlerowskiej, jesienią 1941 roku Niemcy utworzyli getto dla żydowskich mieszkańców. Przebywało w nim około 600 osób. Na początku 1942 roku Niemcy zlikwidowali getto, a Żydów zamordowali na cmentarzu żydowskim. 

## W literaturze

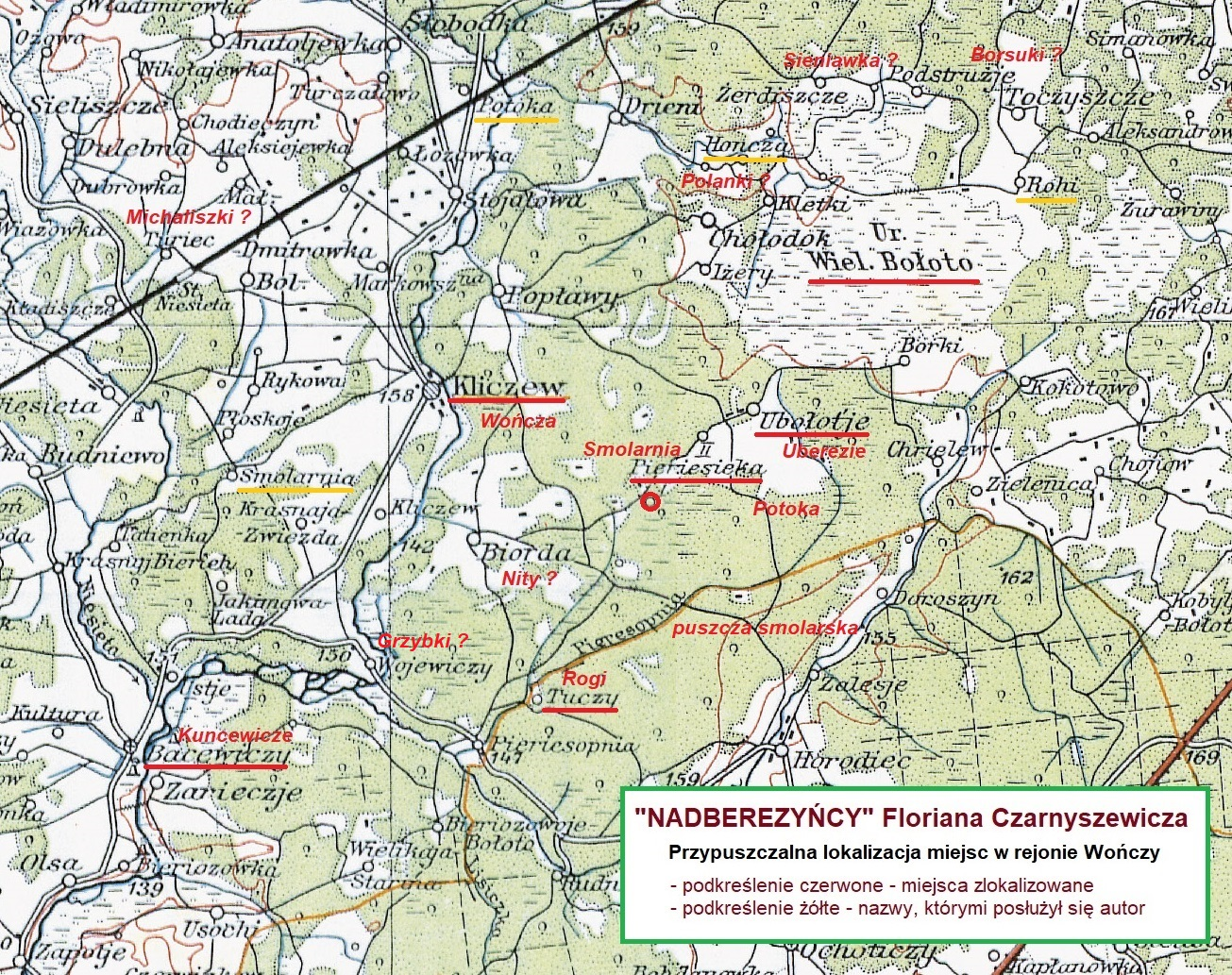
Lokalizacja miejsc z powieści "Nadberezyńcy" w rejonie Wończy (Kliczewa). Fragment polskiej mapy wojskowej z 1934 roku.

Miasto stało się pierwowzorem miasteczka Wończa opisanego w powieści Floriana Czarnyszewicza Nadberezyńcy. Pisarz wywodził się ze szlachty zagrodowej osiadłej w okolicach Kliczewa.